# وحيد القرن (كوكبة)
كوكبة وحيد القرن (باللاتينية: Monoceros) هي كوكبة تقع في خط الاستواء السماوي. أسمه مشتق من اليونانية لحيوان أحادي القرن. تعتبر هذه الكوكبة خافتة نسبيا وتقع إلى جهة الشرق من كوكبة الجبار الواضحة وشمالا من النجم الشعرى اليمانية في كوكبة الكلب الأكبر. تحتوي كوكبة وحيد القرن على نجمين فقط ألمع من الدرجة الرابعة.
يمر شريط مجرة درب التبانة من خلال وحيد القرن، لذلك تحتوي هذه الكوكبة على عدد من السدائم وتجمعات النجوم، منها م50 المفتوحة وسديم روزيتا.